# تهاجم نادرشاه به هند
نادرشاه افشار، شاه ایران، به علت عدم تحویل افغان‌های هوتکی که در برانداختن سلسله صفوی نقش داشتند، به امپراتوری گورکانی هند لشکرکشی کرد و در نهایت فاتحانه وارد دهلی شد. سپاهیان او به آسانی ارتش گورکانی که به لحاظ نفرات، از برتری چشم‌گیری برخوردار بود را در نبرد کرنال شکست داد که منجر به تسلیم نهایی محمدشاه گورکانی گردید.
پیروزی نادر شاه در برابر امپراتوری رو به زوال اما ثروتمند گورکانی هند، باعث شد تا او بتواند تا با غنایم این جنگ، هزینه جنگ‌های فرسایشی با همسایه غربی ایران، یعنی امپراتوری عثمانی را تأمین کرده و این جنگ‌ها را از سر گیرد، هرچند سرانجام نتیجه قطعی‌ای در مرزهای غربی امپراتوری خود به دست نیاورد.

## پیش‌زمینه
نادرشاه در سال ۱۷۳۶ میلادی به عنوان شاهنشاه ایران تاج‌گذاری کرد. این تاج‌گذاری پایان رسمی سلسله صفوی و آغاز سلسله افشار بود. نادر دو سال پس از تاج‌گذاری، قندهار را فتح کرد و آخرین پایگاه هوتکیان را از بین برد. این اتفاق سپاهیان نادر را به مرز امپراتوری گورکانی هند رساند.

دولت گورکانی، به دلیل کشمکش و ستیزهایی که در سه دهه اخیر بر سر جانشینی اورنگ‌زیب پیش آمده بود، تضعیف گردیده بود. امپراتوری مراتا نیز از این فرصت استفاده کرده و بخش‌هایی از شمال و مرکز هند را فتح کرده بود. به دلیل تضعیف دولت مرکزی، بسیاری از بلندپایگان گورکانی هم سر به استقلال برداشته بودند و همه این‌ها درحالی بود که محمدشاه نشان داده بود که آن حکمرانی نیست که بتواند از زوال امپراتوری جلوگیری کند. با وجود اینکه فساد به بالاترین حد خود رسیده بود، سرزمین‌های گورکانی کماکان بسیار ثروتمند بودند و آوازه ثروت دهلی در دور دست‌ها شنیده می‌شد. همه این‌ها، نادرشاه را ترغیب به حمله به هندوستان کرد.

## حمله
نادر به محمدشاه پیام فرستاد و از او خواست تا دروازه‌های کابل را ببندد تا افغان‌هایی که در سقوط سلسله صفوی نقش داشتند، نتوانند در این شهر پنهان شوند. محمدشاه با این درخواست نادر موافقت کرد، اما در عمل هیچ تلاشی انجام نداد. این اتفاق، آغازگر جنگی گردید که در نهایت با ورود نادرشاه به دهلی پایان یافت. نیروهای ایران به سمت شرق به راه افتادند و در نزدیکی هندوکش، با شورشیان هوتکی روبرو شدند و آنان را شکست دادند. نادرشاه پیش از ورود به پنجاب، شهرهای پیشاور، کابل و غزنی را ضمیمه امپراتوری خود کرد. او در همان سال به سمت سند به راه افتاد و گورکانیان نیز سپاه خود را آماده روبرو شدن با او کردند.
در ۲۰ جمادی‌الاول ۱۱۵۱ ه‍.ق/اوایل سپتامبر ۱۷۳۸ م، سپاه نادرشاه به‌سوی گندمک، جلال‌آباد و پیشاوَر حرکت کرد. شماری از سربازان مأموریت یافتند به جلال‌آباد روند و به‌خاطر قتل یَساوُلِ دیوانِ نادرشاه، قتل‌عامی تنبیهی انجام دهند. مدتی بعد لشکر در شرقِ جلال‌آباد اردو زد. پس از نبردی در نزدیکی گردنهٔ خیبر، راهِ پیشاور و جلگهٔ پَنجاب بر سپاهِ نادرشاه هموار شد. سپاه به پیشاور رسید و دروازه‌های آن بی‌درنگ بر رویَش گشوده شد.

### نبرد کرنال
در بیست و چهارم فوریه ۱۷۳۹، نادرشاه در کرنال سپاه گورکانی را به سختی شکست داد. محمدشاه که انتظار شکست از نیروهای ایران که به لحاظ نفرات بسیار کم تعدادتر بودند را نداشت، بلافاصله تسلیم نادر شد و شاه ایران به همراه فرمانروای گورکانی در اولین روز نوروز وارد دهلی شدند. نادر در این شهر خطبه خواند و به نام خود سکه زد. او همه خزانه سلطنتی هندوستان را نیز به عنوان غنیمت جنگی مال خود کرد.
لشکرِ محمدشاه شامل ۳۰۰٬۰۰۰ سرباز، ۲۰۰۰ فیل و ۳۰۰۰ قبضه توپ بود و نیروهای بلوچ به فرماندهی میر بولان ریگی اما با احتسابِ همراهان‌شان به یک میلیون نفر می‌رسید. لشکرِ نادرشاه در ۹ ذیقعده ۱۱۵۱ ه‍.ق/۱۹ فوریه ۱۷۳۹ م به شاه‌آباد در حدود ۵۰ کیلومتریِ اردوی مغول در کرنال رسید و اردو زد. در روزهای ۱۴ و ۱۵ ذیقعده/۲۳ و ۲۴ فوریه، نبردِ سنگینی درگرفت و نهایتاً سپاه ایران توانست لشکرِ مغولیِ هند را شکست دهد. چند روز پس از آن به مذاکره میان نادرشاه و نظام‌الملک برای انعقادِ صلح گذشت و قرار شد محمدشاه شخصاً به دیدارِ نادرشاه برود. ۱۷ ذیقعده/۲۶ فوریه محمدشاه به دیدار نادرشاه رفت. محمد شاه، پس از صرفِ ناهارِ تشریفاتی با فاتح — که پیروی از آداب و رسومِ سنتیِ دربارهای صفوی و مغول و همراه با گفتگویی به زبان تُرکی بود — شب به اردوی خویش بازگشت. در چند روزِ آینده نیز دیدارهای بیشتری میان رجالِ دو طرف انجام شد. ۲۵ ذیقعده/۵ مارس نظام‌الملک از سوی نادرشاه احضار، و به او گفته شد که محمدشاه مجدداً باید به دیدار نادرشاه برود. روز بعد محمدشاه همراه با همسران و همراهانش به اردوی نادرشاه رفت. سربازانِ سپاهِ مغول آزاد شدند تا به خانهٔ خویش بازگردند اما توپخانه و رجالِ بازمانده در اردوی مغول به اردوی نادرشاه آورده شدند. در اول ذیحجه/۱۲ مارس سپاهِ نادرشاه همراه با محمدشاه به سوی دهلی حرکت کرد. ۹ ذیحجهٔ ۱۱۵۱ ه‍.ق/۲۰ مارس ۱۷۳۹ م، نادرشاه به دهلی، پایتختِ امپراتوری مغولیِ هند پا گذاشت. برای نادرشاه خطبه خوانده، و سکه‌هایی به‌نامش ضرب شد.

## غنائم

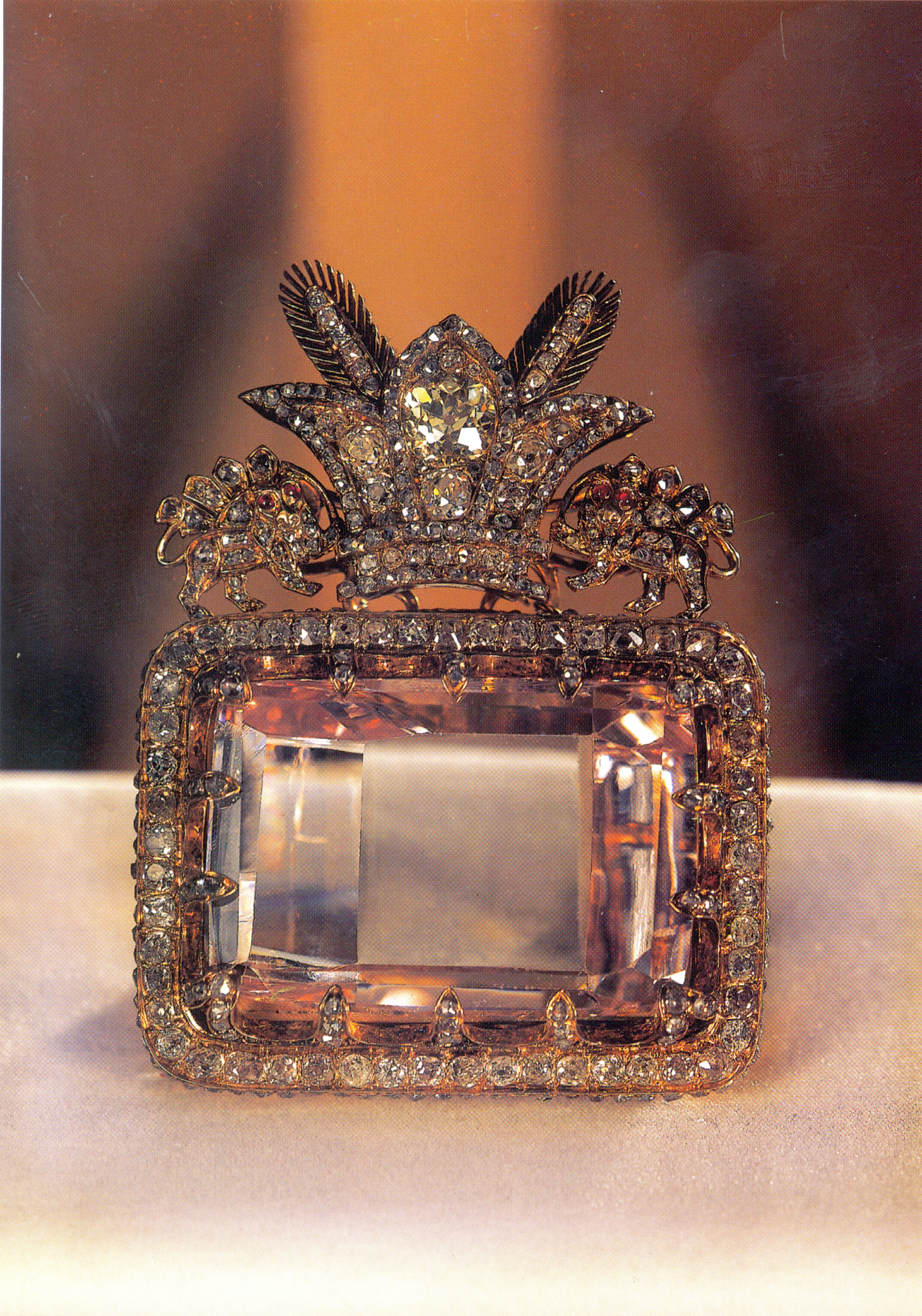
دریای نور. این الماس که امروزه در موزه جواهرات ملی ایران نگهداری می‌شود، حدود ۳۶ گرم وزن دارد و یکی از بزرگ‌ترین الماس‌های شناخته‌شده جهان است.

غارت دهلی چند روز طول کشید. تنها از مردم دهلی ۲۰ میلیون روپیه (برابر با تقریباً نیم میلیارد دلار آمریکا در سال ۲۰۱۹) خراج گرفته شد. محمدشاه شخصاً کلید خزانه سلطنتی خود را به نادر داد و تخت سلطنتی مشهور خود، تخت طاووس را نیز از دست داد. تخت طاووس به نمادی از سلطنت نادر و قدرت او تبدیل شد.
در میان جواهراتی که نادر در دهلی غارت کرد، دو الماس مشهور کوه نور و دریای نور نیز دیده می‌شدند. این دو الماس امروزه به ترتیب بخشی از جواهرات سلطنتی بریتانیا و ایران هستند. سربازان ایرانی در ماه مه همان سال دهلی را ترک کردند. نادرشاه تمام سرزمین‌های شرق رود سند را به محمدشاه بازگردند.

## پیامدها

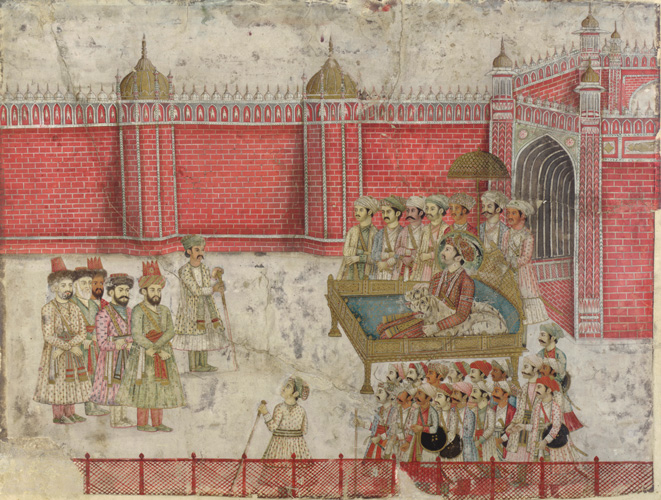
مذاکرات میان نواب هند و فرستادگان ایرانی

ثروتی که نادرشاه با خود از هند به ایران آورد به اندازه‌ای بود که برای سه سال مردم ایران را از پرداخت مالیات معاف کرد. همچنین این بدان معنا بود که افشاریان می‌توانستند هزینه‌های سرسام‌آور جنگ‌های طولانی ایران و عثمانی را تأمین کنند. همچنین گفته شده که محمدشاه به صورت مخفیانه تا زمان مرگ خود از عثمانی در جنگ‌هایشان علیه نادر حمایت می‌کرده‌است. هرچند در ظاهر بارها هدایای زیادی پس از بازگشت نادر به ایران برای او ارسال کرد.
حمله نادر به هند پیامدهای بلند مدتی نیز داشت و بر روی آینده سیاست‌های جهانی نیز تأثیر شایانی گذاشت. این جنگ‌ها باعث تضعیف شدید امپراتوری گورکانی هند شد و در نهایت راه را برای ورود بریتانیا به هند و استعمار این کشور هموار کرد، اتفاقی که بریتانیا را برای حدود یک سده به قدرت مطلق جهان تبدیل نمود.